# Montfort-sur-Meu
Pour les articles homonymes, voir Montfort.
Montfort-sur-Meu est une commune française située sur le Meu dans le département d'Ille-et-Vilaine, en région Bretagne, peuplée de 6 767 habitants pour une superficie de 14 km2.
Montfort-sur-Meu fait partie de la communauté de communes Montfort Communauté et du pays de Brocéliande. Montfort-sur-Meu est le chef-lieu du canton de Montfort-sur-Meu.

## Géographie

### Situation
Dans le Grand-Ouest de la France, en Bretagne, dans le département d'Ille-et-Vilaine, la ville de Monfort-sur-Meu est située à 30 km à l'ouest de Rennes, la préfecture départementale et régionale.
Côté centre-est de la Bretagne, elle est traditionnellement comprise dans le Porhoët[réf. nécessaire].
Les communes limitrophes sont Breteil, Iffendic, Talensac et Bédée.

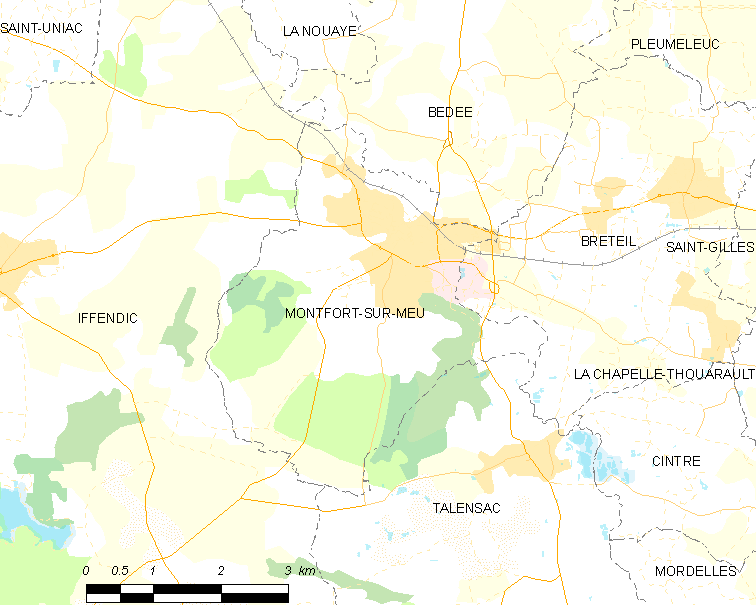
Carte de la commune de Montfort-sur-Meu.

|          | Bédée            |          |
| Iffendic | Montfort-sur-Meu | Breteil  |
|          |                  | Talensac |

### Géographie physique
La commune est située à 41 mètres d'altitude, aux frontières nord de la forêt de Paimpont (assimilée à Brocéliande, son ancien nom). La région, aujourd'hui bocagère, était autrefois recouverte par un immense massif forestier.

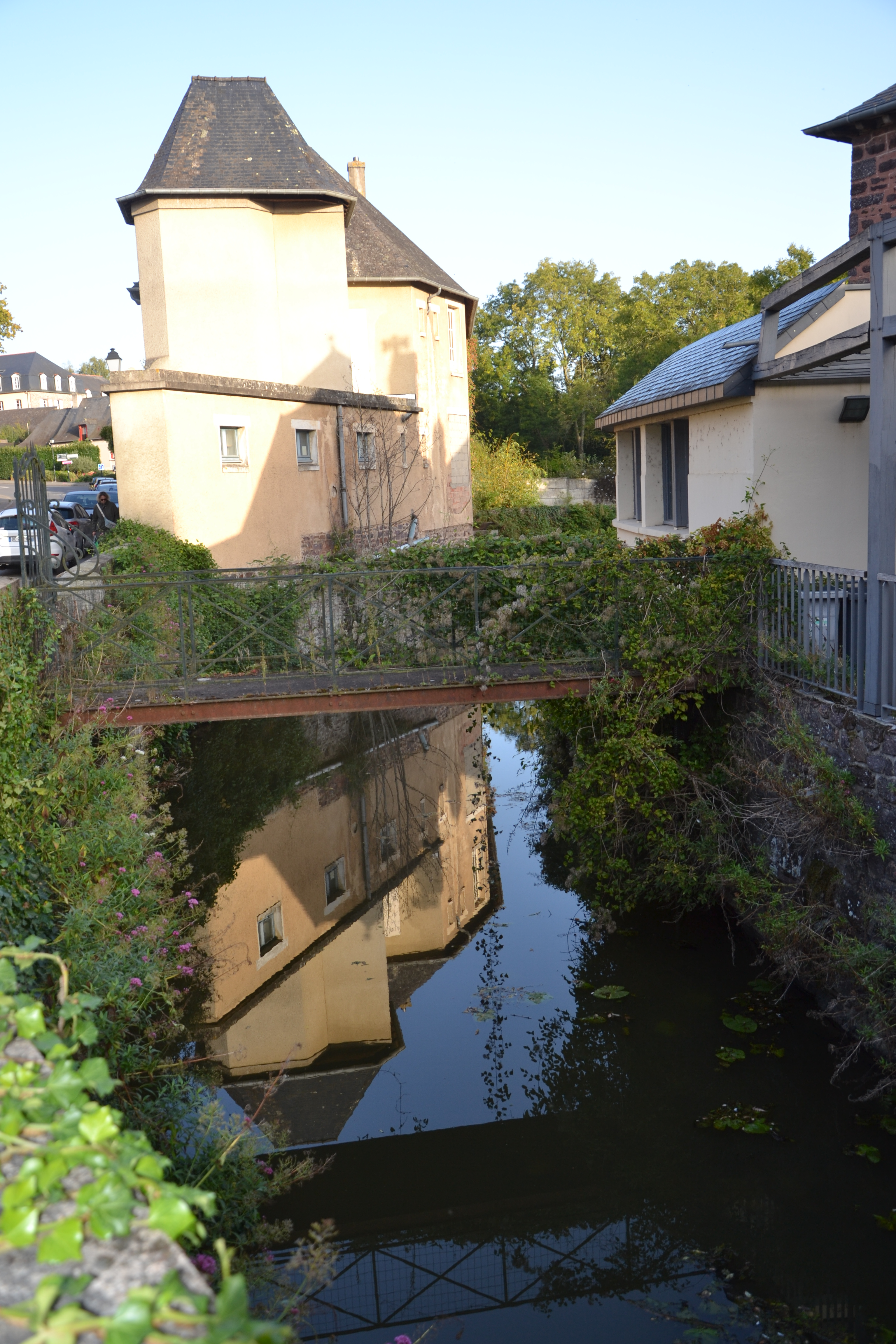

La ville est située à la confluence du Meu et du Garun.
Les carrières locales sont composées de schiste pourpré et ardoisier et de poudingue, ce qui donne une polychromie à l'architecture du pays de Montfort.

### Cadre géologique

Carte géologique du Massif armoricain.

Montfort-sur-Meu se situe dans la région de Pont-Péan, localisée dans le domaine centre armoricain, dans la partie médiane du Massif armoricain qui est un socle ouest-européen de faible altitude (maximum 400 m), caractérisé par des surfaces d'aplanissement et qui résulte d'une histoire complexe composée de trois orogenèses : icartienne (Paléoprotérozoïque,ca. 2,2-1,8 Ga), cadomienne (Édiacarien 750-540 Ma) et surtout varisque (ou hercynienne, au Dévonien-Carbonifère, 420-300 Ma). La structure du Massif armoricain résulte de la superposition de l'héritage de ces deux derniers orogènes.
Pont-Péan est situé dans un vaste bassin sédimentaire constitué de sédiments détritiques essentiellement silto-gréseux issus de l'érosion de la chaîne cadomienne et accumulés sur plus de 15 000 m d'épaisseur, socle sur lequel repose en discordance des formations paléozoïques sédimentaires. Le territoire montfortais s'étend sur une seule entité géologique, le synclinal de Paimpont-Guichen qui fait partie de la partie nord-ouest d'une grande unité sédimentaire qui a été déformée par des plissements au Paléozoïque, le synclinorium de Martigné-Ferchaud (« synclinaux du sud de Rennes »). Dans cette unité synclinoriale du Sud de Rennes proprement dite, à structure appalachienne, la sédimentation paléozoïque débute par la mise en place de matériel détritique de couleur rouge, la formation ordovicienne de Pont-Réan, caractérisée notamment par le faciès basal de type Montfort (connu sous le nom de Poudingue de Montfort). Il correspond à la transgression ordovicienne qui débute parfois par un conglomérat polygénique discontinu, d'épaisseur variable (quelques mètres au maximum), empruntant
l'essentiel de son matériel au substrat briovérien : galets (de grès, wackes quartzeuses, siltstones, avec des grains de quartz, phtanite, microquartzite) « souvent orientés dans la schistosité, principalement dans les faciès à matrice fine. La coloration est généralement rougeâtre dans les faciès à matrice gréseuse, par altération des cristaux de pyrite et/ou d'oligiste, et dans les teintes brun-beige à verdâtre dans les faciès à matrice plus phylliteuse ».

### Transports

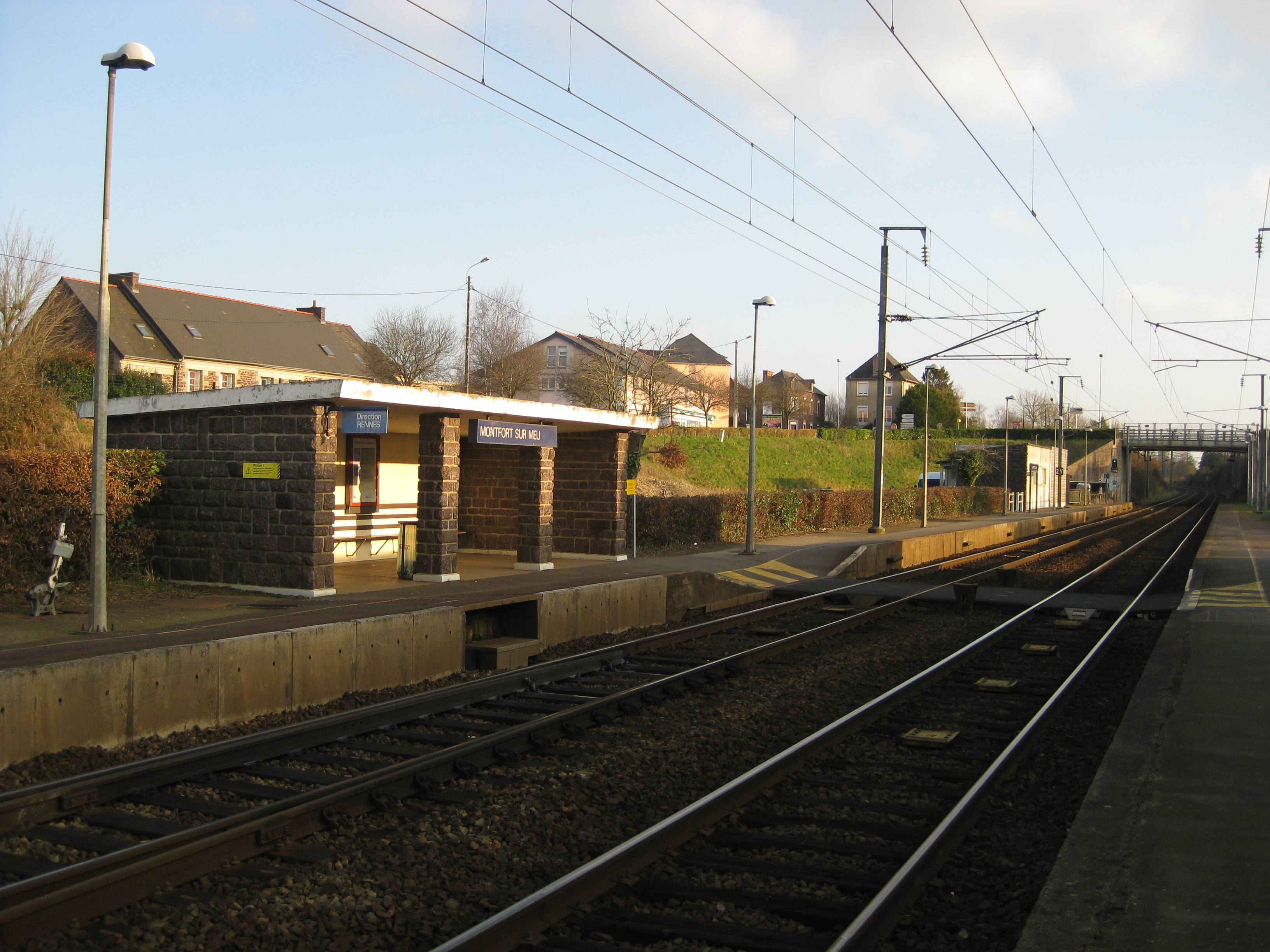
La gare TER.

- réseau régional BreizhGo : ligne 2 (Rennes - Montfort-sur-Meu - Gaël)
- SNCF - TER Bretagne accessible depuis la gare de Montfort-sur-Meu : ligne St Brieuc-Lamballe-Rennes et ligne La Brohinière-Rennes

### Hydrographie
Pour un article plus général, voir Réseau hydrographique d'Ille-et-Vilaine.
La commune est située dans le bassin Loire-Bretagne. Elle est drainée par le Meu, le Garun, la Fléchais, le ruisseau de l'anragot, le ruisseau de l'Étang de carrouët et le ruisseau des Fonds chauds, et un autre petit cours d'eau,.
Le Meu, d'une longueur de 84 km, prend sa source dans la commune de Saint-Vran et se jette  dans un bras de la Vilaine à Chavagne, après avoir traversé 21 communes. Les caractéristiques hydrologiques du Meu sont données par la station hydrologique située dans la commune. Le débit moyen mensuel est de 3,1 m3/s. Le débit moyen journalier maximum est de 86,8 m3/s, atteint lors de la crue du 28 décembre 1999. Le débit instantané maximal est quant à lui de 99,4 m3/s, atteint le même jour.

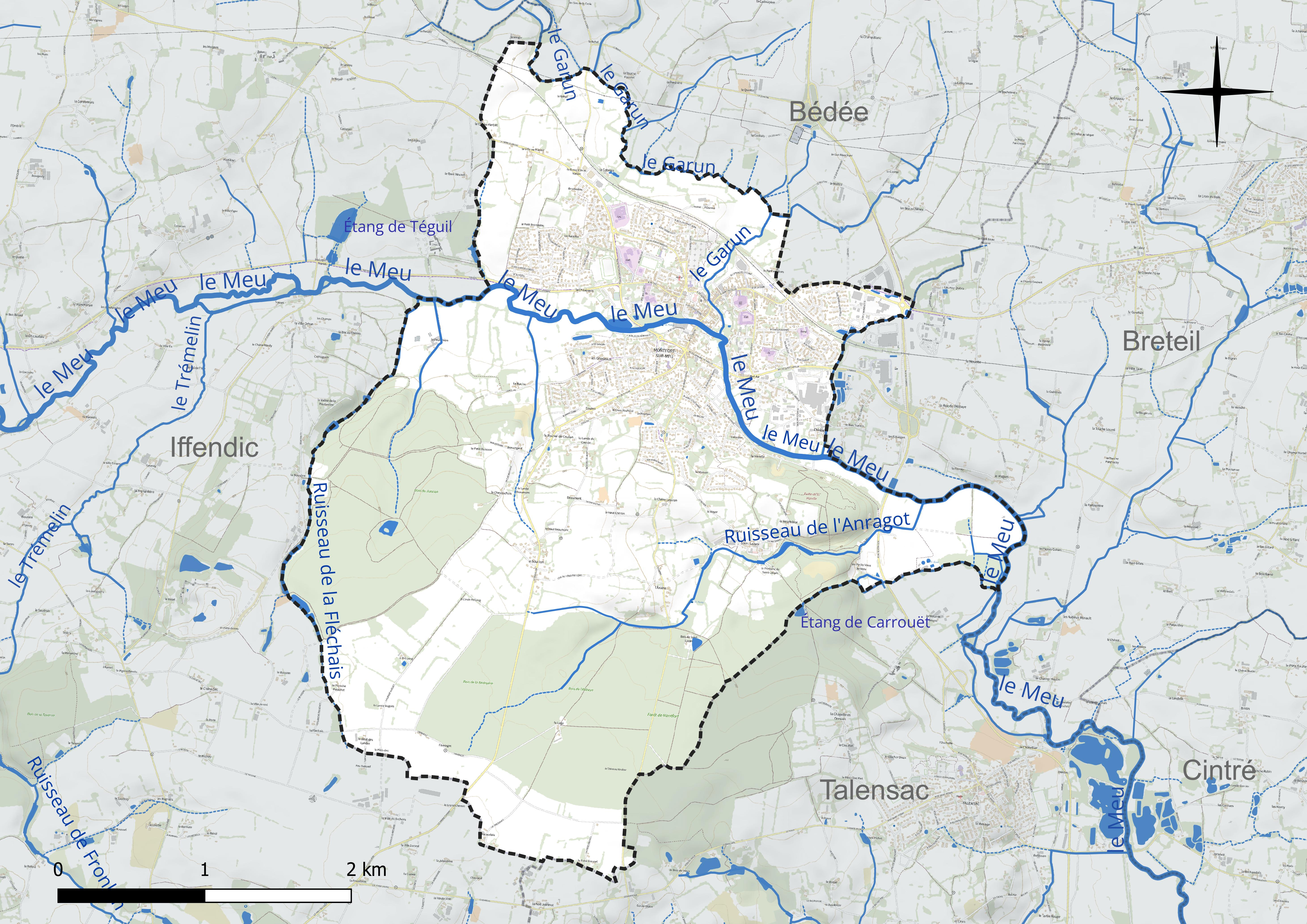
Réseau hydrographique de Montfort-sur-Meu.

Le Garun, d'une longueur de 30 km, prend sa source dans la commune de Loscouët-sur-Meu et se jette  dans le Meu sur la commune, après avoir traversé onze communes.

### Climat
Pour des articles plus généraux, voir Climat de la Bretagne et Climat d'Ille-et-Vilaine.
En 2010, le climat de la commune est de type climat océanique altéré, selon une étude du CNRS s'appuyant sur une série de données couvrant la période 1971-2000. En 2020, Météo-France publie une typologie des climats de la France métropolitaine dans laquelle la commune est exposée à un climat océanique et est dans la région climatique  Bretagne orientale et méridionale, Pays nantais, Vendée, caractérisée par une faible pluviométrie en été et une bonne insolation. Parallèlement l'observatoire de l'environnement en Bretagne publie en 2020 un zonage climatique de la région Bretagne, s'appuyant sur des données de Météo-France de 2009. La commune est, selon ce zonage, dans la zone « Intérieur Est », avec des hivers frais, des étés chauds et des pluies modérées.
Pour la période 1971-2000, la température annuelle moyenne est de 11,5 °C, avec une amplitude thermique annuelle de 12,6 °C. Le cumul annuel moyen de précipitations est de 735 mm, avec 11,9 jours de précipitations en janvier et 6,3 jours en juillet. Pour la période 1991-2020, la température moyenne annuelle observée sur la station météorologique la plus proche, située sur la commune du Rheu à 13 km à vol d'oiseau, est de 12,2 °C et le cumul annuel moyen de précipitations est de 720,4 mm,. Pour l'avenir, les paramètres climatiques de la commune estimés pour 2050 selon différents scénarios d'émission de gaz à effet de serre sont consultables sur un site dédié publié par Météo-France en novembre 2022.

## Urbanisme

### Typologie
Au 1er janvier 2024, Montfort-sur-Meu est catégorisée petite ville, selon la nouvelle grille communale de densité à sept niveaux définie par l'Insee en 2022.
Elle appartient à l'unité urbaine de Montfort-sur-Meu, une unité urbaine monocommunale constituant une ville isolée,. Par ailleurs la commune fait partie de l'aire d'attraction de Rennes, dont elle est une commune de la couronne,. Cette aire, qui regroupe 183 communes, est catégorisée dans les aires de 700 000 habitants ou plus (hors Paris),.

### Occupation des sols
L'occupation des sols de la commune, telle qu'elle ressort de la base de données européenne d'occupation biophysique des sols Corine Land Cover (CLC), est marquée par l'importance des territoires agricoles (47,4 % en 2018), en diminution par rapport à 1990 (54,1 %). La répartition détaillée en 2018 est la suivante : 
forêts (29,9 %), zones agricoles hétérogènes (25,7 %), zones urbanisées (19,9 %), terres arables (12,5 %), prairies (9,2 %), zones industrielles ou commerciales et réseaux de communication (2,8 %). L'évolution de l'occupation des sols de la commune et de ses infrastructures peut être observée sur les différentes représentations cartographiques du territoire : la carte de Cassini (XVIIIe siècle), la carte d'état-major (1820-1866) et les cartes ou photos aériennes de l'IGN pour la période actuelle (1950 à aujourd'hui).

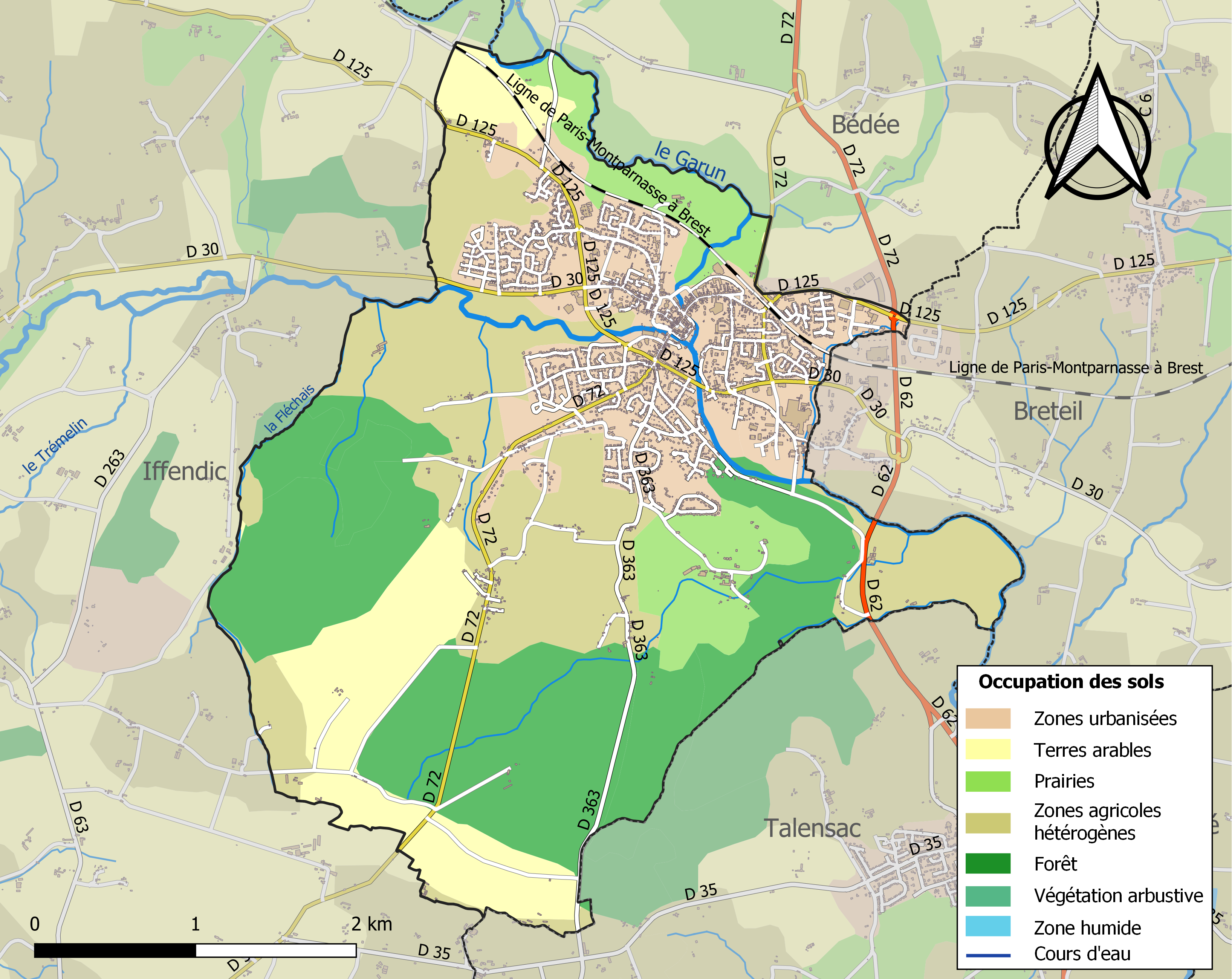
Carte des infrastructures et de l'occupation des sols de la commune en 2018 (CLC).

## Toponymie
Le nom de la localité est attesté sous la forme Monsfortis au XIIe siècle.
Montfort-sur-Meu est une formation toponymique médiévale en Mont- suivie de l'adjectif fort  au sens de « fortifié ».
D'après un article du quotidien L'Ouest Eclair, le nom Montfort-la-Cane a été donné en 1386 à la ville à cause de la légende de la cane qui faisait alors la réputation de la ville, au point que la ville "a gardé pendant des siècles" ce nom d'après Amedée Guillotin de Corson. Sous la Première République, et la Convention nationale, le décret du 15 brumaire an II (5 novembre 1793) change le nom de Montfort-la-Cane en Montfort-la-Montagne. Ce nom fait allusion à la proximité politique de la municipalité avec les Jacobins, dont Montagne était le synonyme. Sous le Consulat, un Arrêté portant réduction des justices de paix du département d'Ille-et-Vilaine du 27 brumaire an 10 (18 novembre 1801) désigne Montfort-sur-Meu comme une des communes du 5e arrondissement communal d'Ille-et-Vilaine. La ville est siège d'une justice de paix,.

## Histoire

### Préhistoire
La présence humaine sur le territoire de Montfort-sur-Meu est attesté dès la fin de la Préhistoire ; en témoigne son patrimoine mégalithique, dont les alignements de la Harelle, l'allée couverte de Beauregard, le menhir de la lande de Coulon et les mégalithes du Bois du Buisson.

### Époque gallo-romaine
Le territoire de la commune est occupé durant la période gallo-romaine, comme en témoignent la découverte d'un gisement de tegulae au lieu-dit des Batailles, et de deux trésors monétaires datés respectivement du Haut et du Bas-Empire au Prélong. Une voie romaine reliant Rennes et Carhaix traversait le territoire qu'occupe actuellement la commune d'est en ouest, escaladant les Buttes de la Harelle pour déboucher sur le bois du Buisson, avant de redescendre sur le bassin d'Iffendic.

### Moyen Âge
Montfort de Bretagne fut choisi, au XIe siècle, en raison de ses qualités stratégiques[réf. souhaitée], par Raoul Ier de Gaël, qui y fit construire son château pour des atouts défensifs, puis érigea une motte féodale sur une butte naturelle qu'il surélève de 5- m de hauteur avec les déblais provenant du creusement du fossé, dominant les rivières du Meu et du Garun. Le donjon en pierre est dressé vers 1091.
De 1376 à 1389, la forteresse est reconstruite par Raoul VIII et elle est entourée de quatre tours d'angle (elle est détruite en 1627). La ville est consolidée par des murailles. Les habitants entrent dans la ville par trois portes : la porte Saint-Jean, la porte de Coulon et la porte Saint-Nicolas. En avant de chaque porte, un faubourg se développe : Saint-Jean au nord-ouest, Saint-Nicolas à l'est et Coulon au sud.
La maison de Montfort de Bretagne (ne pas confondre avec les Montfort, ducs de Bretagne, issus des Yvelines) accéda à la baronnie puis comté de Laval par le mariage en 1405 de Jean de Montfort (Guy XIII) (1385-1414 ; fils de Raoul IX et petit-fils de Raoul VIII) avec l'héritière Anne de Laval (1385-1466) : parents de François de Montfort (Guy XIV) (1406-1486), 1er comte de Laval en 1429, d'où la troisième maison de Laval.

### Révolution française

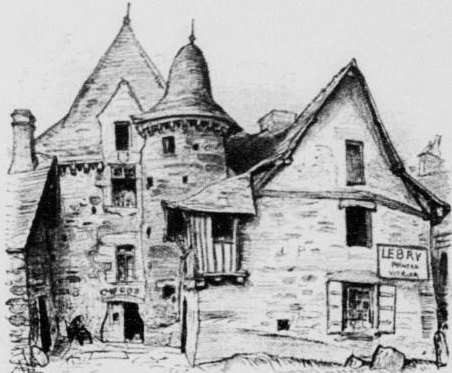
Vieilles maisons à Montfort-sur-Meu vers 1900 (lithographie d'Albert Robida).

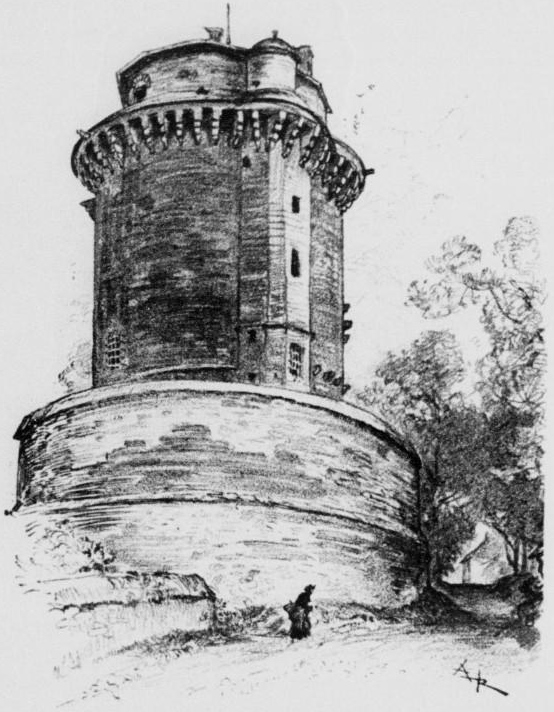
La prison de Montfort-sur-Meu vers 1900 (lithographie d'Albert Robida).

Le dimanche 12 mars 1793, Montfort est assiégé par une bande de paysans armés.
La population est favorable aux changements apportés par la Révolution française, surtout après la fin de la Terreur. La principale fête révolutionnaire est celle célébrant l'anniversaire de l'exécution de Louis XVI, accompagnée d'un serment de haine à la royauté et à l'anarchie, fêtée à partir de 1795. La fondation de la Ire République est aussi fêtée tous les ans.
Le général Vachot écrit le 3 juin 1794 au Comité de salut public de Segré : « J'ai exterminé et presque entièrement détruit les Chouans qui ravageaient les districts de Broons, Saint-Méen, Montfort, Châteaubourg, Vitré, La Guerche, etc. ».
En mai 1795, une bande de chouans conduite par de Boulainvilliers coupa les Arbres de la liberté dans les paroisses autour de Montfort, Josselin et Ploërmel.

### LeXIXesiècle
La ville devient au XIXe siècle sous-préfecture d'Ille-et-Vilaine, de ce fait Montfort s'agrandit et effectue des travaux de grande ampleur, mais beaucoup d'édifices, comme la tour Saint-Nicolas, sont détruits.

#### La Belle Époque

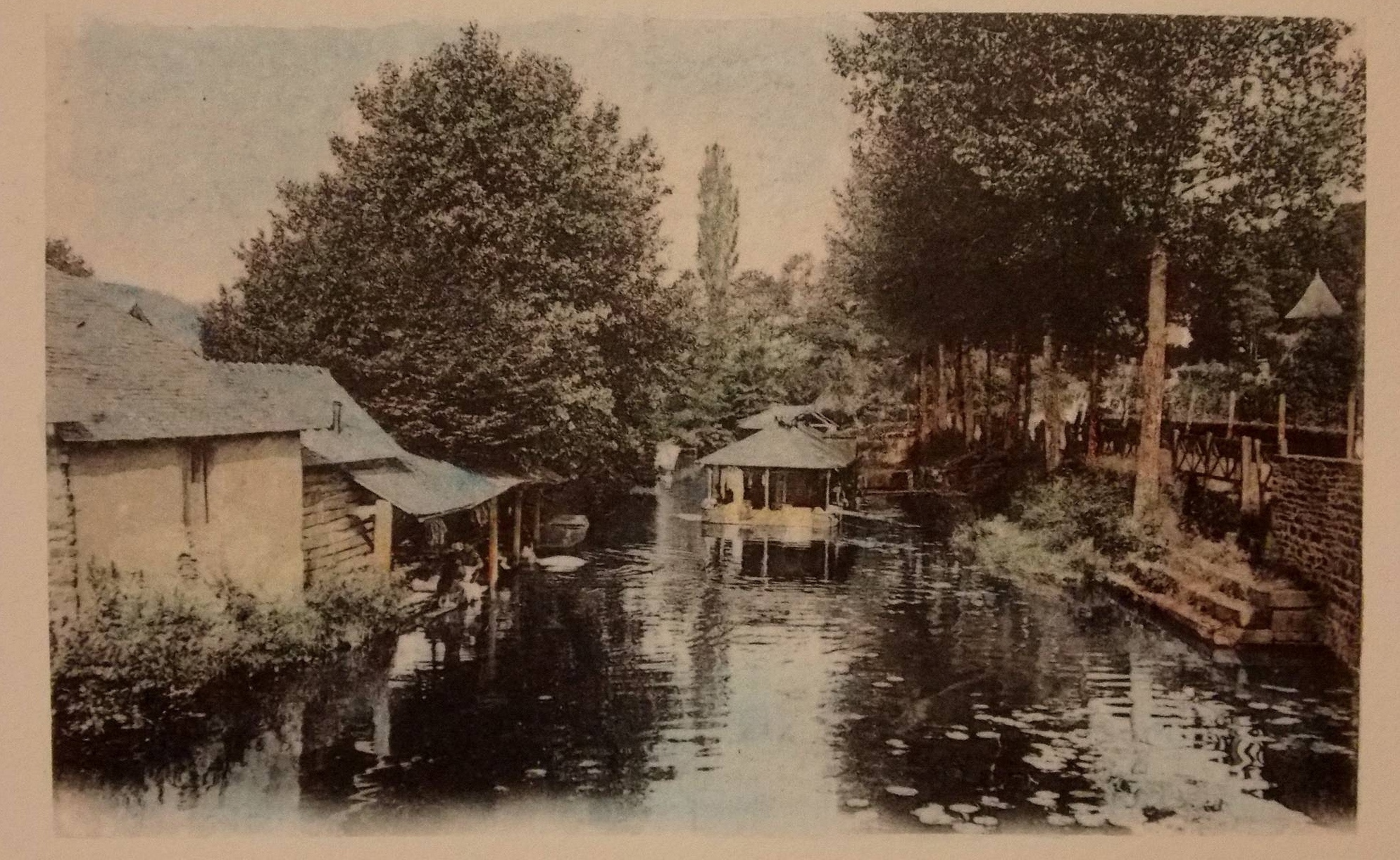
Les bords du Meu au début du XXe siècle.

### LeXXesiècle

#### La Première Guerre mondiale
Le monument aux morts de Monfort-sur-Meu porte les noms de 84 soldats morts pour la France pendant la Première Guerre mondiale.

#### La Seconde Guerre mondiale
Le monument aux morts de Monfort-sur-Meu porte les noms de 40 personnes mortes pour la France pendant la Seconde Guerre mondiale.
Étienne Maurel, secrétaire de mairie et chef de la musique municipale, organisa dès juin 1940 un groupe de résistants, connu sous le nom de réseau Maurel à Monfort-sur-Meu, en liaison avec des résistants rennais, notamment Victor Janton, professeur (arrêté le 29 août 1941), et des étudiants ; ils créèrent un journal clandestin : La Bretagne enchaînée, diffusé à 5 000 exemplaires. Alain de Kergorlay est parachuté de Londres en octobre 1941 et Pierre Moureaux (alias Pierre Cazin) en décembre 1941 pour renforcer le groupe Maurel, disposant notamment de deux postes émetteurs. Ils participent à partir de 1942 à des groupes de combat, réceptionnant notamment le premier parachutage d'armes organisé en Ille-et-Vilaine dans la nuit du 1er au 2 février 1942. Étienne Maurel est arrêté le 12 février 1942.
Une plaque commémorative rappelle le souvenir d'Étienne Maurel, mort pour la France en déportation au camp de concentration de Natzweiler-Struthof le 12 août 1945. D'autres membres de ce groupe de résistants sont morts en déportation ou tués par les Allemands : André Ménard, Louis et Pierre Normand et Gabriel de Cyresme,.
La ville fut très touchée par les bombardements de la Seconde Guerre mondiale, d'où des secteurs regroupant quasi exclusivement des constructions du XXe siècle.

### La légende de la Cane
Cette légende se transmet de génération en génération depuis le début du XVe siècle.
- Dans une version, la légende raconte qu'une jeune fille d'une beauté sans pareille aurait été enfermée dans le château par le seigneur de Montfort. Elle pria alors saint Nicolas pour qu'il puisse la sauver. Saint Nicolas ayant entendu sa prière, transforma la jeune fille en cane. Elle put alors s'échapper du château. 
 Par la suite, et pendant plusieurs siècles une cane sauvage venait tous les ans, aux environs de la Saint-Nicolas, dans l'église et y déposait un de ses canetons en offrande au thaumaturge.
- Dans la seconde version, l'histoire dit que vers 1386, lors de l'achèvement des fortifications de la ville, le seigneur aurait enfermé dans son château une jeune fille d'une beauté remarquable. Elle comprit bien vite le sort qui lui était réservé, et, apercevant l'église de Saint-Nicolas, elle se mit à prier le saint, promettant qu'elle viendrait le remercier dans son église si elle s'échappait. Le soir même, elle put fuir.
 Malheureusement, elle tomba entre les mains des soudards du seigneur, qui voulurent lui faire subir ce qu'ils supposaient qu'avait fait leur maître. Elle regarda aux alentours pour appeler à l'aide, mais n'aperçut que deux canes sauvages dans l'eau de l'étang (étang qui a été asséché depuis).
Elle renouvela sa prière à saint Nicolas, le suppliant de permettre que ces animaux soient témoins de son innocence et qu'ils accomplissent chaque année son vœu en son nom si elle venait à perdre la vie. 
Elle réussit à échapper aux soldats, mais mourut peu après, de frayeur, dit-on. Elle fut ensevelie dans le cimetière Saint-Nicolas. 
Or, voilà que la même année, lors de la fête de la Translation, alors que la foule se pressait auprès des reliques de saint Nicolas, une cane sauvage pénétra avec ses canetons dans l'église. Elle voltigea près de l'image du Saint, vola jusqu'à l'autel, et salua le crucifix. Puis elle redescendit vers l'image du Saint, et y demeura jusqu'à la fin de la messe. À ce moment, elle s'envola, suivie de tous ses canetons, à l'exception d'un seul, qui demeura dans l'église.
- L'histoire devint si célèbre que, comme l'attestent de nombreux documents au cours des siècles, Montfort-sur-Meu fut appelé Montfort-la-Cane pendant plus de 300 ans. Les apparitions sont consignées dans les procès-verbaux plusieurs fois. La dernière apparition de la cane date du 8 mai 1739. Toutefois, comme seules les archives postérieures au XVe siècle ont pu être conservées, il manque énormément de témoignages, même si, comme le dit un ecclésiastique, « jadis, ces faits étaient devenus si communs qu'on ne prenait plus la peine de les signaler ».
- L'histoire de la cane a été représentée sur un vitrail qui se trouvait sur la commune de Priziac. Vitrail déposé avant la guerre  1939-1945 et se retrouvant actuellement à Trizac[54],[55].

### Héraldique
| Blason | Blasonnement : D'argent à la croix ancrée de gueules gringolée d'or de huit pièces. |

## Démographie
L'évolution du nombre d'habitants est connue à travers les recensements de la population effectués dans la commune depuis 1793. Pour les communes de moins de 10 000 habitants, une enquête de recensement portant sur toute la population est réalisée tous les cinq ans, les populations de référence des années intermédiaires étant quant à elles estimées par interpolation ou extrapolation. Pour la commune, le premier recensement exhaustif entrant dans le cadre du nouveau dispositif a été réalisé en 2008.
En 2022, la commune comptait 6 767 habitants, en évolution de +2,31 % par rapport à 2016 (Ille-et-Vilaine : +5,46 %, France hors Mayotte : +2,11 %).
| 1793  | 1800  | 1806  | 1821  | 1831  | 1836  | 1841  | 1846  | 1851  |
| ----- | ----- | ----- | ----- | ----- | ----- | ----- | ----- | ----- |
| 1 200 | 1 115 | 1 197 | 1 316 | 1 715 | 1 772 | 1 868 | 1 979 | 2 072 |

| 1856  | 1861  | 1866  | 1872  | 1876  | 1881  | 1886  | 1891  | 1896  |
| ----- | ----- | ----- | ----- | ----- | ----- | ----- | ----- | ----- |
| 2 129 | 2 168 | 2 345 | 2 343 | 2 297 | 2 374 | 2 373 | 2 464 | 2 452 |

| 1901  | 1906  | 1911  | 1921  | 1926  | 1931  | 1936  | 1946  | 1954  |
| ----- | ----- | ----- | ----- | ----- | ----- | ----- | ----- | ----- |
| 2 509 | 2 431 | 2 309 | 2 171 | 2 253 | 2 270 | 2 250 | 2 372 | 2 518 |

| 1962  | 1968  | 1975  | 1982  | 1990  | 1999  | 2006  | 2008  | 2013  |
| ----- | ----- | ----- | ----- | ----- | ----- | ----- | ----- | ----- |
| 2 699 | 2 965 | 3 098 | 4 301 | 4 675 | 5 412 | 6 028 | 6 186 | 6 483 |

| 2018  | 2022  | - | - | - | - | - | - | - |
| ----- | ----- | - | - | - | - | - | - | - |
| 6 691 | 6 767 | - | - | - | - | - | - | - |

## Économie
La vie économique de Montfort-sur-Meu repose essentiellement sur l'industrie agro-alimentaire dans les secteurs à dominante lait et porc. Deux entreprises en sont les piliers : la Cooperl (abattoirs, environ 400 salariés) et le Grand Saloir Saint-Nicolas (salaisons et charcuteries).
Montfort-sur-Meu se caractérise également par son activité marchande très active : commerces divers répondant à tous les besoins courants, activités artisanales et services, répartis en centre-ville et dans les zones artisanales périphériques.

### Tourisme
La gestion du tourisme à Montfort-sur-Meu est confiée par Montfort Communauté à l'office de tourisme du pays de Montfort.
Montfort-sur-Meu dispose également d'établissements d'hôtellerie, de restauration et d'un camping.
Un marché anime la place des Douves chaque vendredi matin.
Deux fois par an, une foire est organisée par l'Association des commerçants et artisans (l'APCAM) : la Saint-Jean en juin et la Saint-Nicolas en décembre.

## Politique et administration

### Liste des maires
Depuis la Libération, huit maires se sont succédé à la tête de la commune :
| Période          | Période                 | Identité           | Étiquette        | Qualité |
| ---------------- | ----------------------- | ------------------ | ---------------- | --- |
| 19 novembre 1944 | 29 octobre 1947         | Julien Pilorge     |                  | |
| 30 octobre 1947  | 31 mars 1955 (décès)    | Jean-Pierre Bertel |                  | |
| 15 mai 1955      | 27 mai 1961 (démission) | Anne Dieras        |                  | |
| 28 mai 1961      | 26 mars 1971            | Alexandre Josset   |                  | Pharmacien Président de la caisse d'épargne de Montfort-sur-Meu |
| 27 mars 1971     | 11 mars 2001            | Jacques Pilorge    | DVD puis UDF-CDS | Vétérinaire Conseiller régional de Bretagne (1986 → 1992) Député suppléant de la 3e circonscription d'Ille-et-Vilaine (1988 → 1997) Conseiller général du canton de Montfort-sur-Meu (1988) |
| 11 mars 2001     | 16 mars 2008            | Victor Préauchat   | PS               | Retraité de la fonction publique Conseiller général du canton de Montfort-sur-Meu (1989 → 2008)                                                                                             |
| 16 mars 2008     | 4 juillet 2020          | Delphine David     | UMP-LR           | Consultante auprès des collectivités Conseillère régionale de Bretagne (2010 → 2021) 1re vice-présidente de Montfort Communauté (2014 → 2020)                                               |
| 4 juillet 2020   | En cours                | Fabrice Dalino     | UDB              | Cadre de la fonction publique territoriale 4e vice-président de Montfort Communauté (2020 → )                                                                                               |

Le tribunal de grande instance a été supprimé à la fin du XIXe siècle et la juridiction compétente est le tribunal de Rennes.

## Vie de la commune

### Enseignement
- École du pays pourpré (public) (ancien nom : école rue de Gaël).
- École du Moulin-à-Vent (public).
- École Notre-Dame (privé).
- Collège Louis-Guilloux (public).
- Collège Saint-Louis-Marie (privé).
- Lycée René-Cassin (public, enseignement général et technologique).

### Sport et loisirs

#### Clubs
On trouve à Montfort les clubs suivants :
- canoë-kayak : le Canoë Kayak Pays de Brocéliande (CKPB), avec un double champion du monde junior de canoë slalom, un champion d'Europe -23 ans par équipe en kayak slalom, une équipe de kayak polo en 1re division ;
- football : le FC Montfort, les couleurs sont le jaune, rouge et noir ;
- basketball : le MBC, Montfort Basket Club, organisant en mai son festival, depuis 1987. Les couleurs sont le bleu ciel et le blanc ;
- tennis : Tennis Club Brocéliande (TCB) ;
- tennis de table : Le Montfort TT, les garçons sont en Nationale 3 et les filles ont été jusqu'en Nationale 1 ;
- handball : Brocéli'hand club ;
- football américain : Les Wild Hogs ;
- gymnastique volontaire, présidente Marion Renault ;
- plongée : Brocéliande Sports Subaquatiques ;
- pétanque : La Pétanque Montfortaise ;
- badminton : Le volant enchanteur ;
- Le Cercle Montfortais : théâtre, danse traditionnelle bretonne (enfants, loisir et chorégraphique), musique bretonne (bagad), accordéons, cours de breton ;
- Jeux traditionnels de Pays : Boules Bretonnes ;
- activités ludiques : la Forge Naine ;
- multisports : Sports Loisirs Brocéliande (création 2021).

#### Équipements
- COSEC (1 salle omnisports - 1 dojo - 1 salle de tennis de table- ; sport de combat).
- Charlet (2 terrains de hand ; 3 terrains de basket ; 1 terrain de tennis; 4 terrains de badminton).
- Batailles (2 terrains de hand ; 3 terrains de basket ; 1 terrain de tennis ; 4 terrains de badminton).
- Local du club de kayak.
- Piscine Océlia.
- Salle de Tennis técélia.
- Terrain de football Pasteur.
- Terrain de football Mainguet.
- Zone artisanale de l'Abbaye : deux terrains de pétanque non couverts (Pétanque Montfortaise).
- Zone artisanale de l'Abbaye : Boulodrome en projet.
- Zone artisanale de l'Abbaye : deux terrains de boule bretonne non couvert.

## Culture locale et patrimoine

### Vie culturelle

#### Le Confluent
Cette salle, inaugurée en 2003, est la salle multifonction par excellence.
Elle peut aussi bien accueillir les banquets de mariage, repas, les assemblées générales, les réunions d'entreprise que des spectacles. Il comprend :
- une salle de 450 places en version spectacle et de 350 couverts ;
- la salle est équipée d'une régie son et lumière (utilisation sous condition) ;
- une scène de 110 m2 ;
- des loges de 38 m2 ;
- une cuisine de 52 m2 avec deux fours, une étuve et table chauffante, une chambre froide et un lave-vaisselle ;
- un hall d'accueil de 85 m2 avec un bar.

La grande salle peut être séparée en deux grâce à une cloison mobile permettant d'avoir deux salles respectivement de 250 et 200 m2.

#### L'Avant-scène
Bâtiment du début du XXe siècle, l'Avant-scène a gardé, malgré différents travaux, son caractère intimiste et chaud. Apprécié des artistes amateurs et professionnels, l'Avant-scène est un lieu très utilisé pour les spectacles associatifs et scolaires ainsi que pour des conférences et réunions.
Gradins rétractables et fauteuils permettent de moduler la salle de 130 à 250 places. La salle est équipée d'une régie son et lumière, d'une boucle magnétique pour sourd et malentendant.
Il existe aussi une salle de cinéma, La Cane.

### Jumelages
| Ville | Ville           | Pays | Pays      | Période                   |
| ----- | --------------- | ---- | --------- | ------------------------- |
|       | Marktheidenfeld |      | Allemagne | depuis le 5 novembre 1988 |
|       | Pobiedziska     |      | Pologne   | depuis le 11 mai 2013     |

### Langues régionales
À la rentrée de 2016 s'est ouverte une classe bilingue en breton qui accueille 14 élèves : 1,8 % des enfants de la commune inscrits dans le primaire.
À la rentrée de 2018, les élèves sont au nombre de 27.
À la rentrée de 2018, une seconde classe en élémentaire s'est ouverte, avec CP et CE1, et en janvier 2020, la classe accueille des CP, CE1 et CE2.
Depuis 2023, la commune est engagée dans la promotion du breton et du gallo en adhérant à la charte du breton Ya d'ar brezhoneg ainsi qu'à la charte du Galo, dam Yan, Dam Vèr !.

### Personnages liés à la commune
- Matthieu Ory (1482-1557), religieux et inquisiteur, peut-être né dans la commune.
- Jean-Baptiste Matho (1663-1743), compositeur né à Montfort-sur-Meu.
- Louis-Marie Grignion de Montfort (1673-1716), prêtre reconnu saint par l'Église catholique, né à Montfort-sur-Meu.
- Henri Saintin (1846-1899), peintre, qui séjourna dans la région.
- Fénelon François Germain Passaga (1863-1939), général inhumé à Montfort sur Meu.
- Louis Even (1885-1974), philosophe, religieux et homme politique canadien né à Montfort-sur-Meu.
- Pierre Cathala (1888-1947), homme politique né à Montfort-sur-Meu.
- Claudia Rouaux (1963- ), femme politique élue conseillère municipale à Montfort-sur-Meu.
- Caryl Férey (1967- ), écrivain, a grandi dans la commune.
- Julien Simon (1985- ), cycliste sur route français né à Montfort-sur-Meu.
- Cédric Joly (1995- ), céiste français formé au Canoë Kayak Pays de Brocéliande (CKPB)[réf. souhaitée].
- Yannick Poligné (1970-), curé de Montfort-sur-Meu, arrêté en novembre 2022 pour une affaire de mœurs.
- Seigneurs de Montfort en Bretagne.

### Patrimoine et monuments

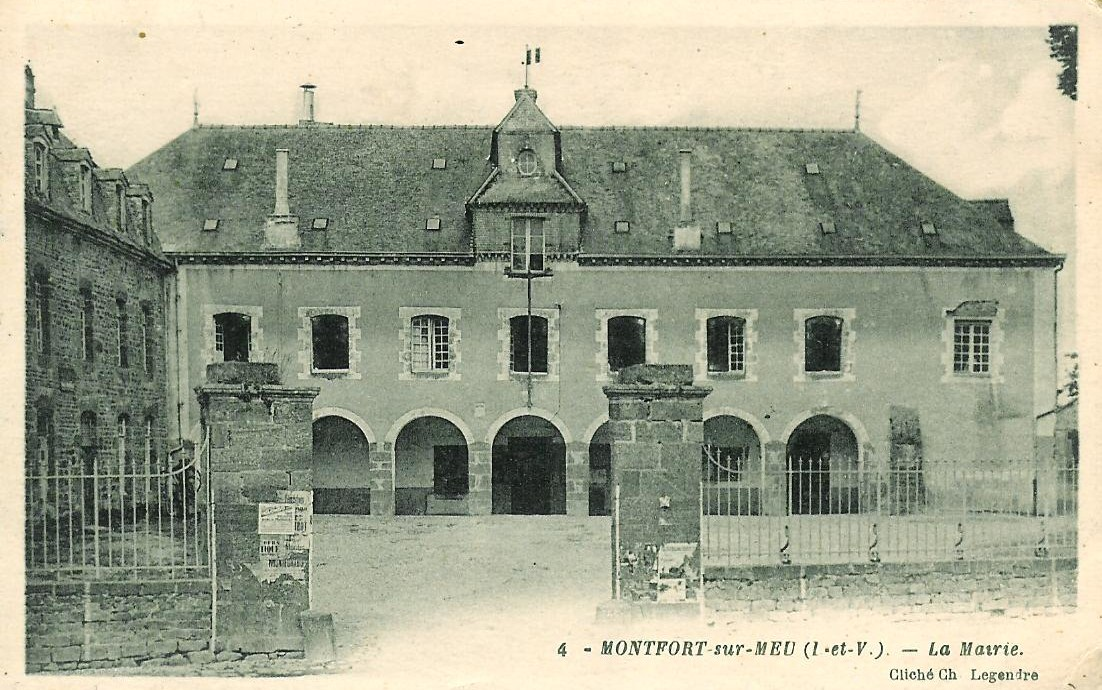
Carte postale ancienne représentant la mairie.
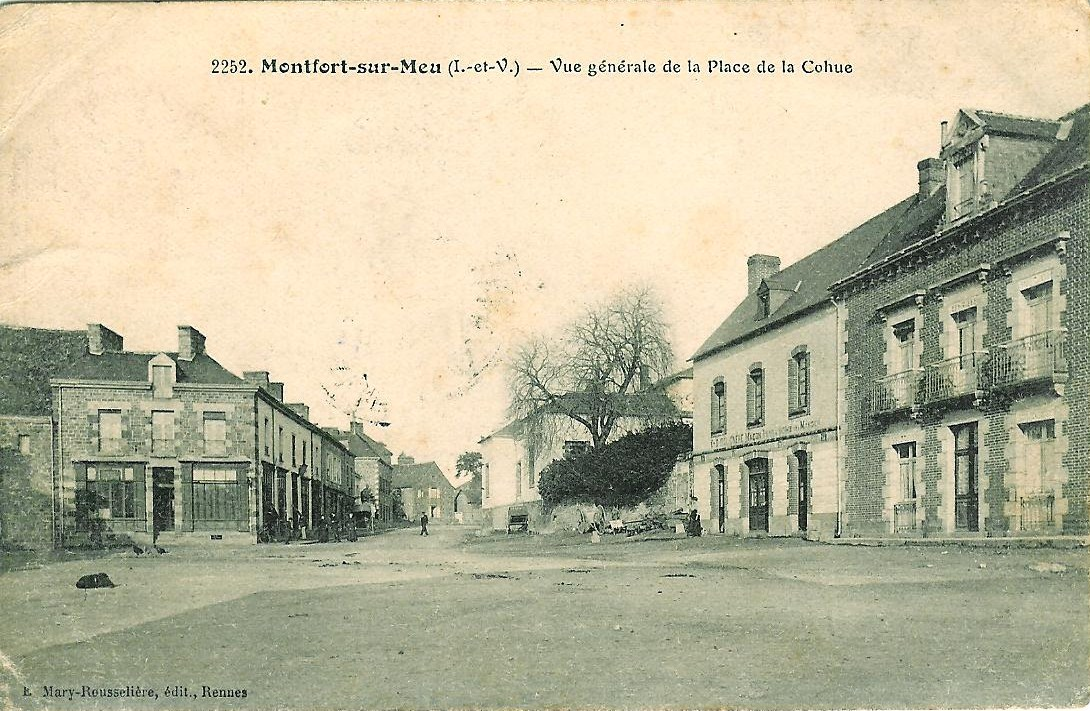
La place de la Cohue.
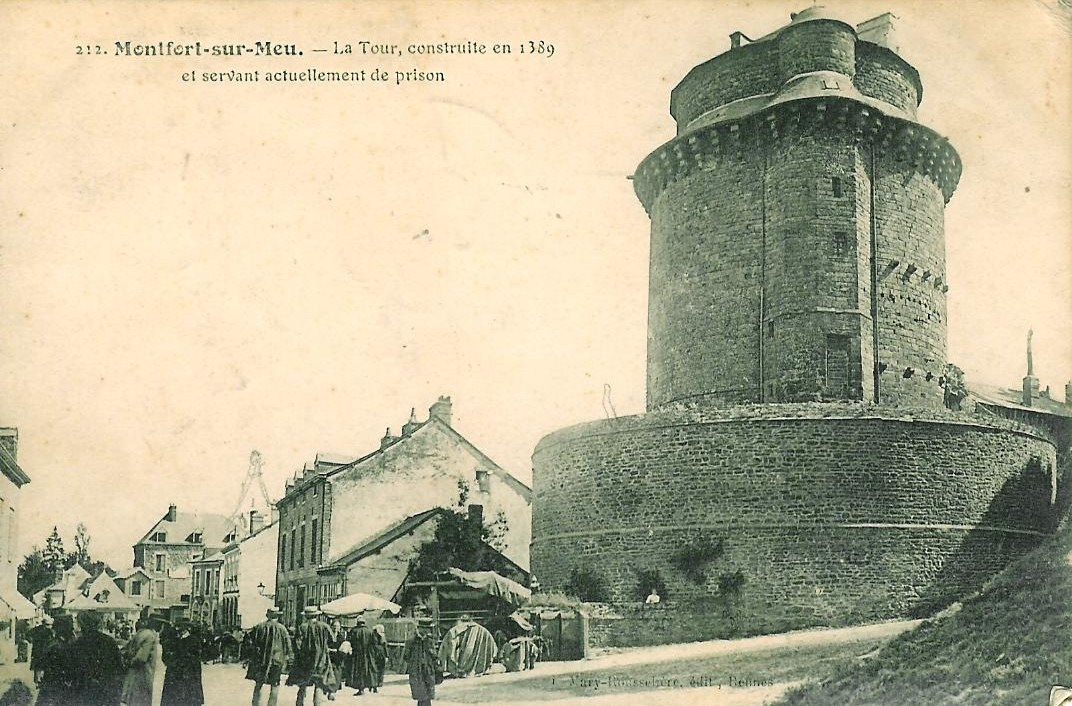
La tour du XIVe siècle (alors une prison).

Montfort-sur-Meu a gardé les vestiges de son passé médiéval. Il reste aujourd'hui des maisons du XVIe siècle (rue de la Saulnerie), les traces de la porte Saint-Jean (XIVe siècle), les vestiges de l'ancien châtelet (XIVe siècle). Du château médiéval subsiste actuellement la tour de Papegaut (XIVe siècle), qui abrite maintenant l'écomusée du Pays de Brocéliande.
Mais Montfort-sur-Meu garde aussi les traces d'un passé religieux, avec plusieurs bâtiments : chapelle Saint-Jean, église Saint-Louis-Marie-Grignion, ancien couvent des Ursulines (aujourd'hui la mairie), le cloître et le portail de l'abbaye Saint-Jacques de Montfort, mais aussi la maison natale de Saint Louis-Marie Grignion (rue de la Saulnerie).

#### Patrimoine religieux
Louis-Marie Grignion de Montfort a vécu à Montfort. Il subsiste aujourd'hui l'église Saint-Louis-Marie-Grignion, trois chapelles, et une abbaye :
- L'abbaye Saint-Jacques de Montfort : fondée par Guillaume Ier de Montfort en 1152, dont le mur occidental est inscrit par arrêté du 6 novembre 1997 au titre des Monuments historiques[68].
- La chapelle Saint-Joseph : construite en remplacement de l'ancienne église paroissiale Saint-Jean. Celle-ci fut détruite en 1851.
- La chapelle Saint-Lazare : au début du XVIIIe siècle, la chapelle Saint-Lazare est restaurée par Louis-Marie Grignion de Montfort lorsqu'il s'installe à Saint-Lazare.
- L'église Saint-Louis-Marie-Grignion-de-Montfort date du XIXe siècle. Elle est d'inspiration italienne avec son clocher en forme de campanile qui abrite la statue du saint. Elle est inscrite par arrêté du 3 mai 2013 au titre des Monuments historiques[69].

#### Patrimoine historique

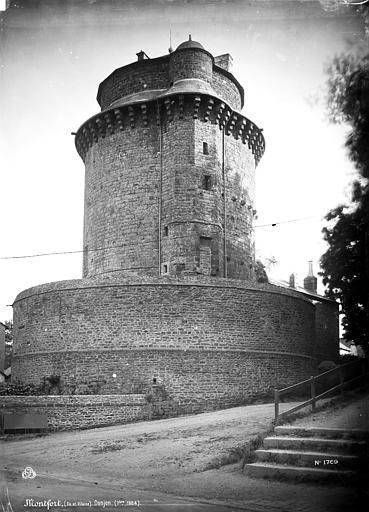
La tour du Papegault en 1884 par Séraphin-Médéric Mieusement.
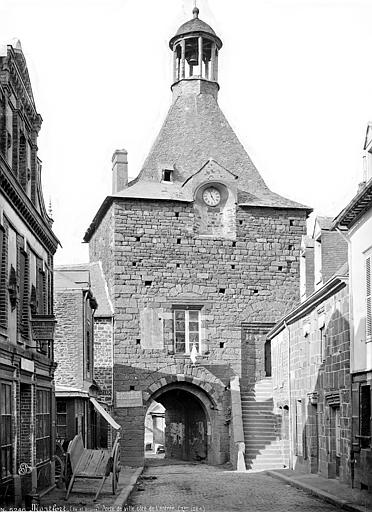
La porte Saint-Nicolas en 1884 par Médéric Mieusement.

#### Enceinte de la cité médiévale
Pour protéger les Marches de Bretagne, les ducs mènent une politique de fortifications des grandes villes. En 1376, Raoul VII obtient une autorisation pour transformer le château en véritable forteresse défensive. Autour du château se développe alors une grande enceinte composée de tours et de 3 portes. Il subsiste aujourd'hui la Tour du Papegault, la Tour du Pas d'Âne, la tour du Capitaine et des portions de l'ancienne fortification. Ces vestiges de remparts sont inscrits au titre des Monuments historiques depuis le 15 décembre 1926.

#### La tour du Papegault
La tour du Papegault, date de la fin du XIVe siècle. C'est l'élément le mieux conservé de la cité médiévale de Montfort-Sur-Meu et le plus représentatif. La tour doit son nom « Papegault » à un concours donné aux archers et arbalétriers où la cible était un oiseau multicolore. Au XIXe et XXe siècle la tour devint une prison. La tour est inscrite au titre des Monuments historiques par arrêté du 5 novembre 1926.

#### Hôtel Montfort Communauté
Au XVIIIe siècle, cet imposant bâtiment était un hôtel particulier de la famille Juget, une famille de notables qui s'y est installée en 1777. En 1857, c'est la sous-préfecture qui s'y installe jusqu'à sa suppression en 1926. Au cours du XXe siècle, l'hôpital de Montfort-sur-Meu installe une annexe. En 2002, c'est Montfort Communauté qui achète le bâtiment et le restaure.

#### Centre culturel de l'Avant-Scène
En 1914, débute la construction d'une salle des fêtes qui s'achève après la guerre. Le bâtiment a aussi accueilli le premier cinéma de la ville ; il pouvait recevoir 400 personnes. Au début du XXe siècle, l'édifice est un centre culturel qui propose de multiples spectacles tout le long de l'année.

#### Maisons anciennes du centre-Ville
On retrouve encore des dizaines de maisons dont la date de construction est situé entre 1550 et 1650. Elles sont situées dans les rues les plus anciennes de la ville comme dans la rue de la Saulnerie, la rue de l'Horloge, la place de la Cohue et la rue de Gaël. On y trouve également la maison natale de Louis-Marie Grignion de Montfort.

#### Moulins et «Planches» sur le Meu
Rue du 11 juin 1977, on peut apercevoir un ancien moulin (moulin à tan) qui date de 1884. Il était aussi équipé à l'époque d'une passerelle nommée les « Planches » qui enjambait le Meu et permettait de rejoindre la ruelle des Moulins.

#### Séchoir et bains publics
Le bâtiment date probablement de la fin du XIXe siècle. Il abritait dans la partie inférieure des cabines de bains publics et un espace réservé à des chaudières. L'étage protégé de lattes en bois, était destiné au séchage du linge nettoyé par les lavandières.
- La mairie est aujourd'hui établie dans l'ancien couvent des Ursulines, qui s'étaient installées à Montfort en 1639.

#### Tribunal d'instance
En 1799, Montfort devient le siège d'une sous-préfecture et d'un tribunal d'arrondissement. Il est construit entre 1832 et 1834. Une rupture est marquée entre les anciennes maisons datant de la cité médiévale et le tribunal, car celui tourne délibérément le dos à cette ville médiévale. Aujourd'hui c'est la médiathèque « la Girafe ».

### Sites et espace naturels
Forêt de Montfort-sur-Meu

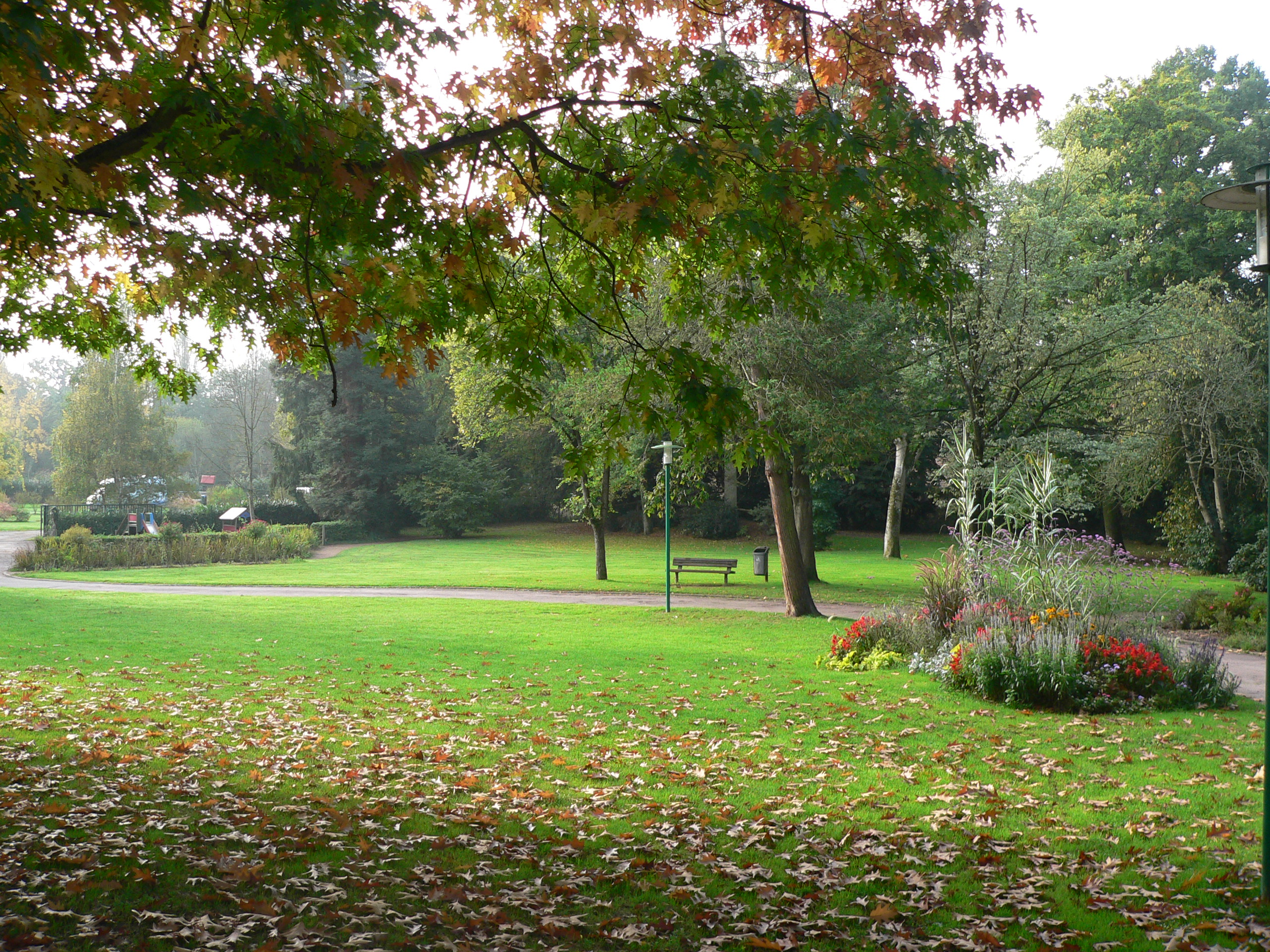
Parc municipal.

La forêt couvre une centaine d'hectares, dont quarante sont sur le secteur du bois de Saint-Lazare. Plusieurs sentiers de randonnée sont balisés et permettent de parcourir ce massif boisé, à pied, à cheval et pour certains sentiers, à VTT.
Parc municipal
Au XIXe siècle, Édouard Guicheteau, (maire de la ville de Montfort-Sur-Meu jusqu'en 1871) a racheté à titre privé, les anciennes prairies du thabor, possession du prieuré Saint-Nicolas. Il a ensuite aménagé un jardin à l'anglaise. Il a fait dévier le Garun pour assurer la circulation de l'eau et a fait planter des ifs et des conifères exotiques. En 1950, le jardin est racheté par la commune et ouvert au public. Les anciennes prairies restées sauvages sont alors aménagées en camping municipal.

### Activités touristiques
Des visites et activités sont proposées dans le pays de Montfort en Brocéliande :
- Visite avec guide GPS[72] permet de visiter Montfort-sur-Meu à travers une balade interactive. L'outil permet de réaliser la visite seul, en famille ou en mini-groupe grâce à des animations visuelles et sonores déclenchées automatiquement.
- Sentier botanique et patrimonial de Montfort, constitué de deux boucles au cœur de la commune de Montfort, offre la traversée d'une diversité de milieux naturels (prairie humide, parc paysager, mare, rives, chemins creux, paysage bocager, bois). Des panneaux expliquent l'intérêt historique, floristique et faunistique des différents lieux traversés.
- Parcours historique de Montfort-sur-Meu, à découvrir à pied, permet de comprendre l'évolution et le développement de la cité, du Moyen Âge à aujourd'hui. Trente panneaux d'interprétation sont disponibles sur le parcours.
- Circuit découverte de Montfort-sur-Meu, circuit pédestre illustré par de nombreuses photos permettent d'apprécier le patrimoine bâti tout en se promenant (circuit de 2–3 km).
- Visite guidée pédestre de Montfort-sur-Meu, parcours médiéval permet de découvrir les vestiges des fortifications et de comprendre le fonctionnement de Montfort au Moyen Âge.
- Visite guidée de Montfort en canoë-kayak avec l'écomusée du Pays de Brocéliande[67] et le club de canoë-kayak du Pays de Brocéliande, des visites font découvrir l'environnement, le site historique de Montfort-sur-Meu depuis la rivière.
- L'écomusée du Pays de Brocéliande[67] (Montfort-sur-Meu), installé dans la tour de Papegaut, l'écomusée invite à découvrir la culture du pays où l'histoire et les légendes se côtoient. Différentes expositions permanentes sont proposées (la légende de la cane, l'architecture du pays de Brocéliande, Montfort au Moyen Âge, le costume traditionnel XXe-XXe siècle, les jouets buissonniers. Des expositions temporaires ou itinérantes sont aussi proposées. Simone Morand a été à l'origine de sa création en 1979 et en fut sa première directrice entre 1980 et 1982.
- Et aussi des randonnées aux alentours de Montfort-sur-Meu.